# Franzenella limicola
Franzenella limicola is een mosdiertjessoort uit de familie van de Aethozoidae. De wetenschappelijke naam van de soort is, als Monobryozoon limicola, voor het eerst geldig gepubliceerd in 1960 door Franzen.